# Whitwell-on-the-Hill
Whitwell-on-the-Hill is een civil parish in het bestuurlijke gebied Ryedale, in het Engelse graafschap North Yorkshire. In 2011 telde het civil parish 311 inwoners. Whitwell-on-the-Hill komt in het Domesday Book (1086) voor als 'Witeulla'/'Witewelle'.